# Dacus phantoma
Dacus phantoma är en tvåvingeart som beskrevs av Erich Martin Hering 1941. Dacus phantoma ingår i släktet Dacus och familjen borrflugor.
Artens utbredningsområde är Kamerun. Inga underarter finns listade i Catalogue of Life.